# Occupation de la France par l'Allemagne de 1870 à 1873
Pour les articles homonymes, voir Occupation de la France par l'Allemagne.
À la suite de la guerre franco-allemande de 1870, le quart Nord-Est de la France a subi, de 1870 à 1873, une occupation par l’armée allemande d’une durée variable, de quelques mois au sud de la Loire, prolongée jusqu'à 3 ans pour certaines parties de l’Est jusqu'au paiement de l'indemnité de 5 milliards de francs exigée par le traité de Francfort.

## Étendue
Après l’invasion des régions de l’Est en août 1870 qui suit la déclaration de guerre française contre la Prusse, les armées allemandes atteignent la vallée de la Loire fin septembre (Orléans est évacué le 24 septembre, les troupes françaises se replient au sud du fleuve et la ville est occupée le 11 octobre), Versailles le 19 septembre, où s’installent le roi Guillaume et le quartier-général, arrivent aux confins de l’Île-de-France, de la Normandie et des Pays de la Loire fin septembre, le 30 octobre à Dijon et Vesoul, et fin novembre aux environs de Châteaudun et Vendôme.
Au nord, l’espace contrôlé par les Allemands en décembre 1870, s’étend à 170 km de Paris.
L’extension maximum de l’occupation à la date de l’armistice du 28 janvier 1871 porte sur 30 départements, soit le quart nord-est de la France excepté le Nord et le Pas-de-Calais.

## Libération

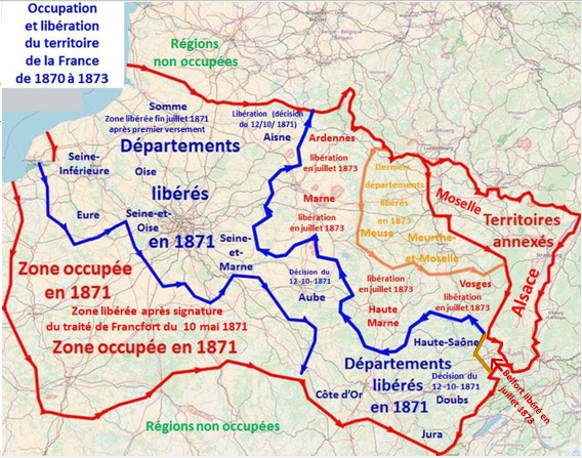
Occupation de la France 1870-1873

Par application du traité de Francfort, les départements du Calvados, de l'Orne, de la Sarthe, d'Eure-et-Loir, du Loiret, du Loir-et-Cher, d'Indre-et-Loire, de l'Yonne, de la Seine-Inférieure, de l'Eure, de Seine-et-Oise, de Seine-et-Marne jusqu'à la Seine, de l'Aube et de la Côte-d'Or sont évacués à la suite de sa signature le 10 mai 1871.
Le traité prévoit qu’après un premier versement d'une indemnité d’un demi-milliard, l’évacuation s’étendra aux départements de la Somme, de l’Oise et aux parties des départements de la Seine-Inférieure, Seine-et-Oise et Seine-et-Marne, situées sur la rive droite de la Seine. Ces 6 départements sont libérés fin juillet 1871 après versement de 500 millions de francs mi-juillet, d'un milliard en août. 
Le paiement par anticipation début 1873 du dernier des 5 milliards d'indemnité amène la libération des départements des Ardennes, de la Marne, de la Haute-Marne et des Vosges en juillet 1873, du territoire de Belfort début août 1873, de la Meuse et de la Meurthe-et-Moselle en septembre 1873.
L’occupation des départements de l'Est, les derniers libérés en même temps parmi les premiers envahis, a duré presque 3 ans, alors que celle de certaines localités du Centre Ouest n’a duré que de janvier à mai 1871. La majorité du territoire occupé l'a été sur une durée d'environ 1 an de l'automne 1870 à l'été ou à l'automne 1871.

## Administration des territoires occupés

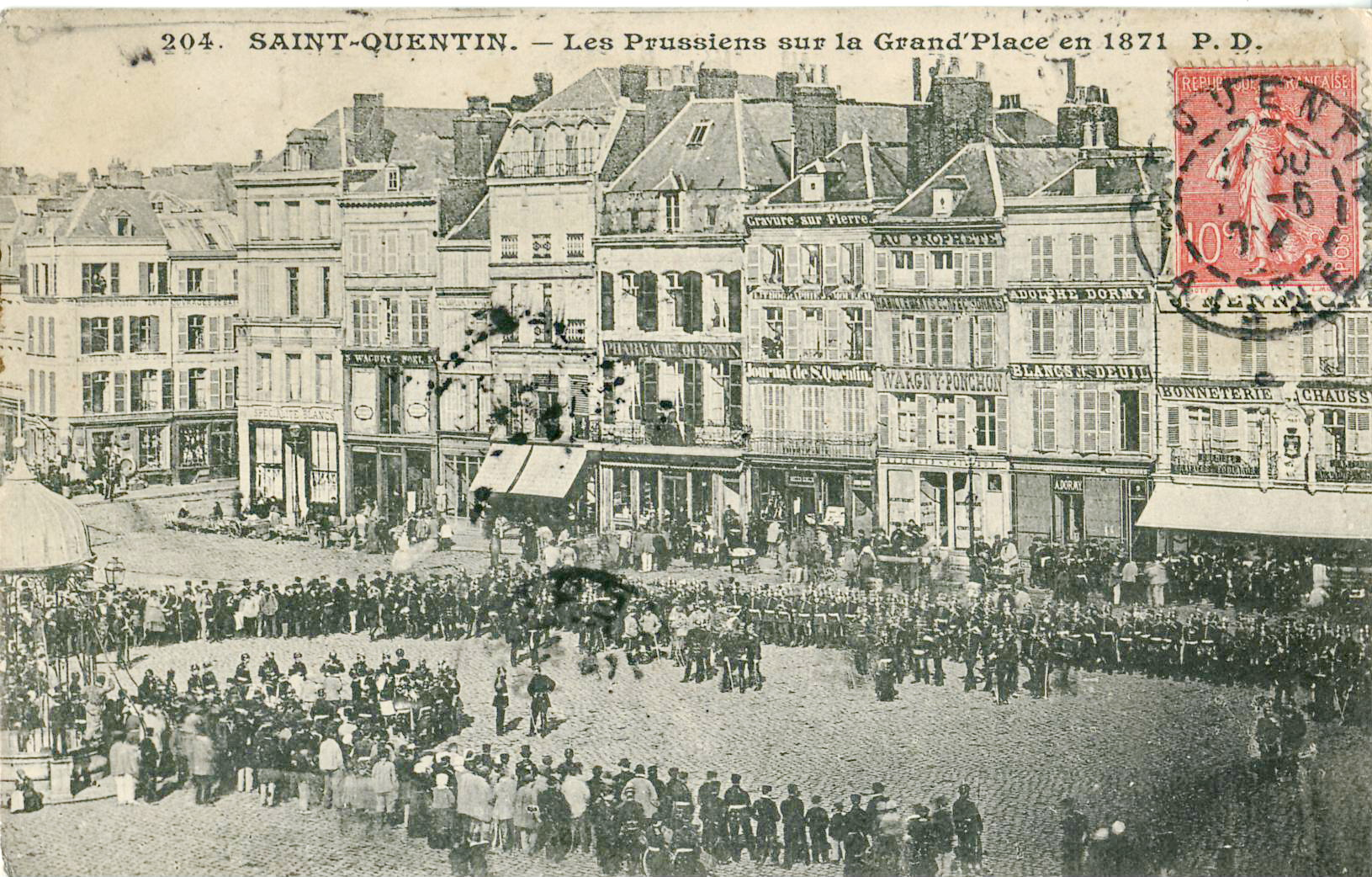
Les Prussiens sur la Grand'Place de Saint-Quentin en 1871.

Suivant une directive de Gambetta, ministre de l’intérieur et principal animateur du gouvernement de Défense nationale, la plupart des fonctionnaires, non seulement d’autorité, préfets et sous-préfets mais aussi les employés des postes et les cheminots, ceux-ci sous statut privé à cette époque, refusent de servir les occupants. Les Allemands sont donc amenés à mettre en place une administration civile dont le but principal est d’assurer la sécurité et de protéger les communications des armées.
Des gouvernements généraux de Lorraine, de Champagne, d’Île-de-France et Nord sont installés à Nancy, Reims et Versailles avec à leur tête un général ayant le titre de gouverneur assisté de commissaires civils ayant sous leurs ordres des préfets et sous-préfets allemands, la plupart nobles prussiens connaissant le français. Ces fonctionnaires avaient pouvoir de justice, police et finance mais l’absence des fonctionnaires empêche la perception des impôts.
Les maires sont cependant restés en place. Ils assument la charge difficile d’intermédiaires entre les autorités allemandes et la population.
Les troupes d’occupation font en majorité partie de la Landwehr, la territoriale qui garde les voies ferrées, les ponts et les points stratégiques. Des troupes actives surveillent les places fortes.
Les troupes d’occupation auraient compté 18 000 hommes en Lorraine, autant en Champagne, avec une forte concentration à Reims (5 500 hommes et 500 officiers) et d’importantes garnisons à Nancy, Bar-le-Duc, Châlons, Epernay, Verdun.

## Occupation de l'Alsace et de la Lorraine

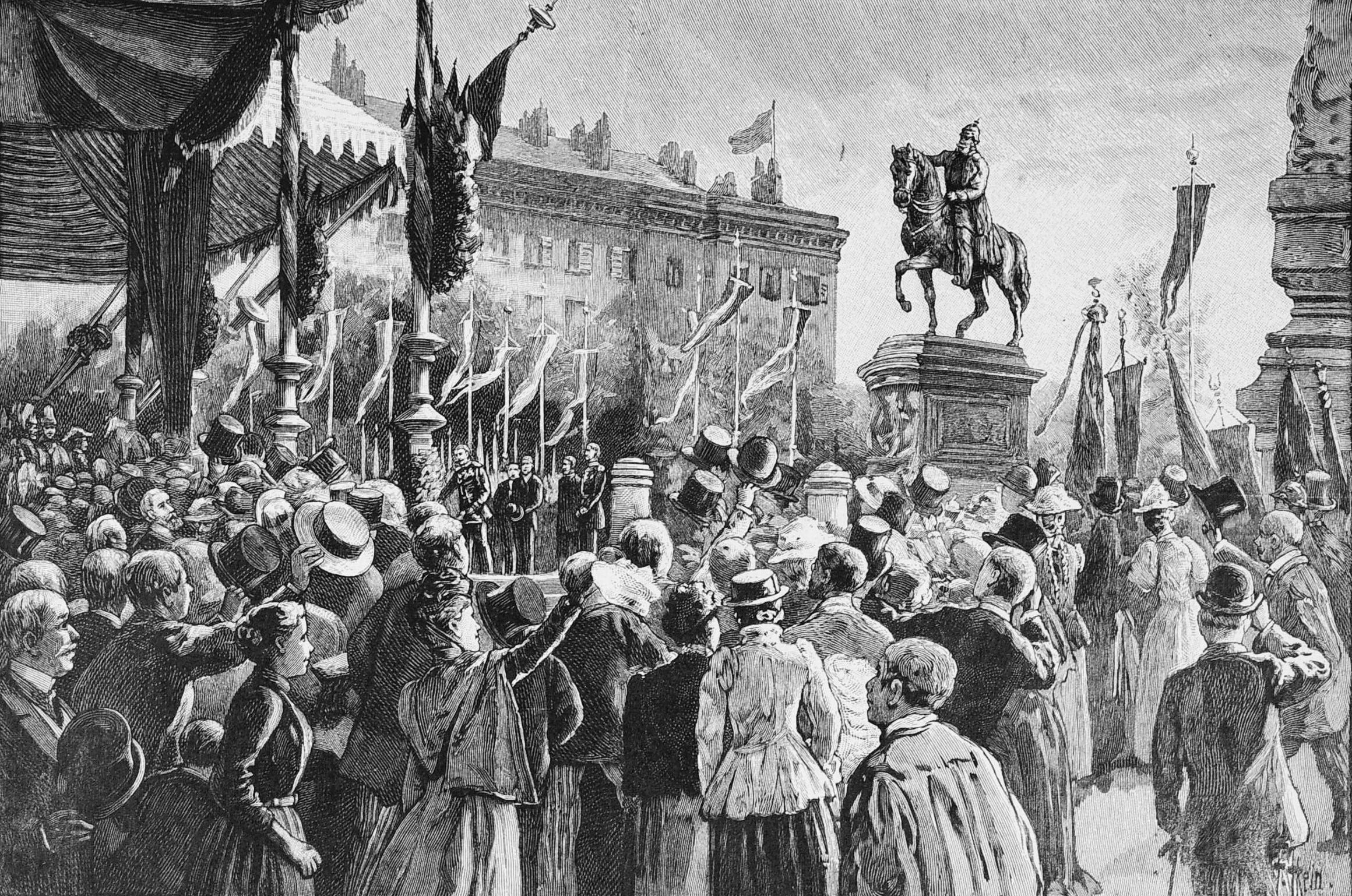
Érection de la statue de Guillaume Ier à Metz, gravure allemande, Die Gartenlaube, 1892.

La situation de l'Alsace-Lorraine est particulière. Formellement, ce territoire subit une occupation jusqu’à son annexion par application du traité de Francfort du 10 mai 1871. Cependant, cette annexion est préparée dès l'entrée de l'armée allemande. À la mi-août 1870, avant même la prise de Strasbourg, la création d'un « gouvernement général d’Alsace-Lorraine » est annoncée. Cette administration dont la direction est confiée au comte de Bismark-Bohlen est installée à Haguenau puis à Strasbourg après la prise de cette ville. Bismark s'efforce dans un premier temps d'obtenir l'adhésion des habitants en promettant l'application des lois en vigueur, le respect « des institutions et usages du pays, de la propriété des habitants » et le maintien des fonctionnaires français acceptant la domination allemande.
Ces promesses se révèlent illusoires. La plupart des fonctionnaires refusent de reconnaître la nouvelle autorité et sont révoqués puis expulsés.
Un conseil de guerre et deux cours martiales à Strasbourg et à Metz sont chargés de poursuivre la résistance à la germanisation. L'engagement dans l'armée française est puni de peines de privation des biens et de bannissement de dix ans. Un contrôle policier sévère est établi, le code pénal de la confédération de l'Allemagne du Nord entre en application, les journaux français sont interdits et remplacés par les Nouvelles officielles du gouvernement général bilingues puis exclusivement en allemand. Les recteurs et inspecteurs d'académie sont remplacés par une administration ayant pour mission de préparer l'introduction de la langue allemande.
À la date de l'annexion, la prise en main du territoire est en cours.

## Conditions de l’occupation

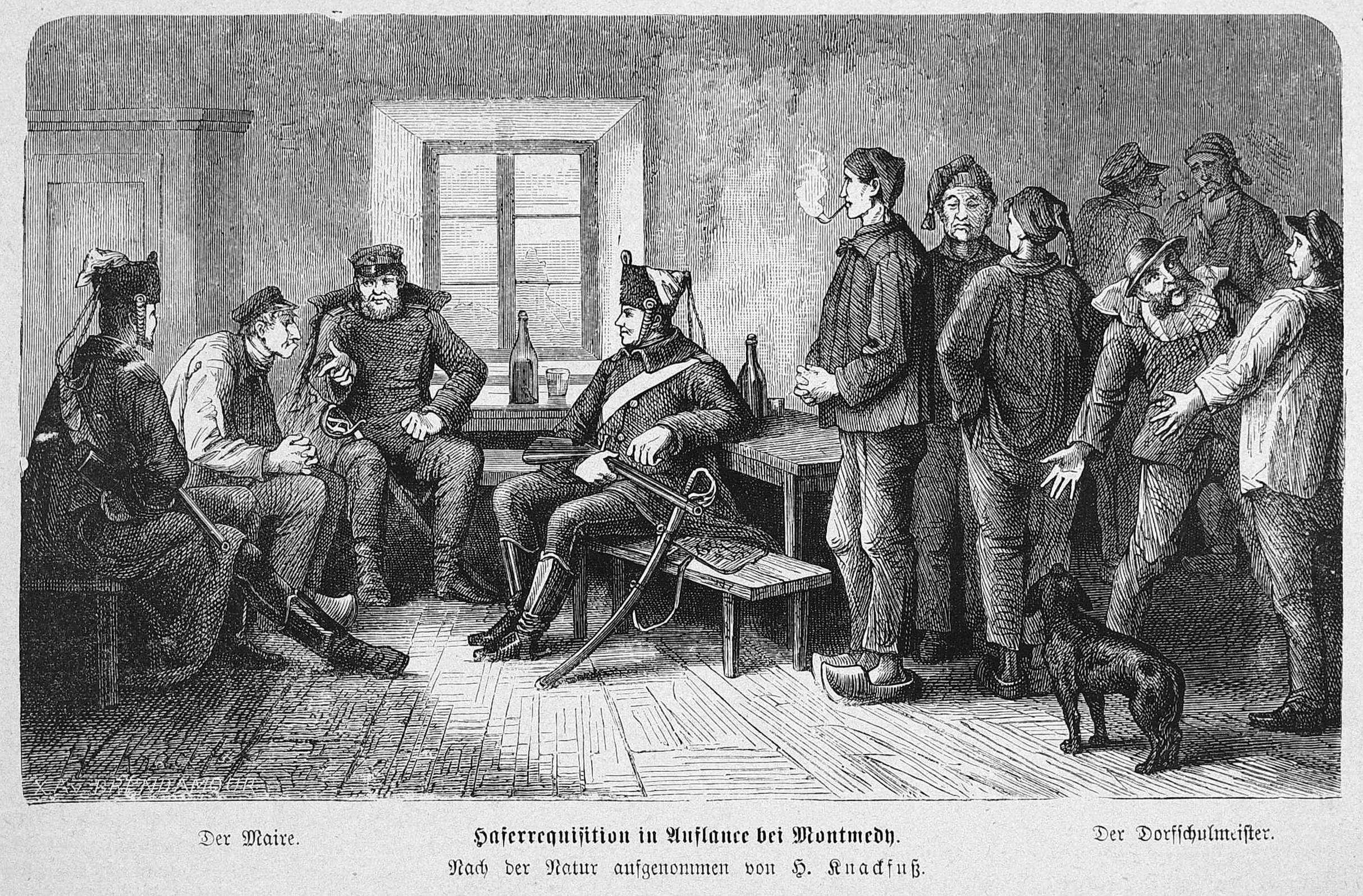
Réquisitions chez les paysans près de Montmédy, Die Gartenlaube, 1871.

Les autorités imposent aux communes et à la population le logement et la nourriture des troupes. Les habitants subissent des réquisitions de vivres, fournitures diverses, bétail, matériaux, vêtements, etc.
Les communes sont soumises à des contributions financières.
Malgré la lourdeur des charges, l’occupation ne s’est pas accompagnée d'une pénurie alimentaire générale comparable à celle des deux guerres mondiales. Les privations ont cependant causé une surmortalité due aux épidémies de typhoïde et de dysenterie dans la France occupée.
Le passage des troupes s’est concentré dans les villes assiégées, dans des zones de passages et de combats mais de nombreux villages n’ont jamais vu d’Allemands.
Les territoires occupés ne sont pas coupés du reste de la France. La circulation est, de fait, peu entravée, les policiers n’étant pas en mesure de contrôler les déplacements.
Des journaux locaux indépendants mais soumis à la censure paraissent. Les gouvernements généraux font paraître des journaux officiels les « Moniteurs » (comme celui de Versailles) qui relatent les événements de manière tendancieuse, par exemple en tournant en dérision les proclamations de Gambetta mais les faits rapportés sont exacts. Au total, la population reste assez bien informée.

## Exactions et résistance

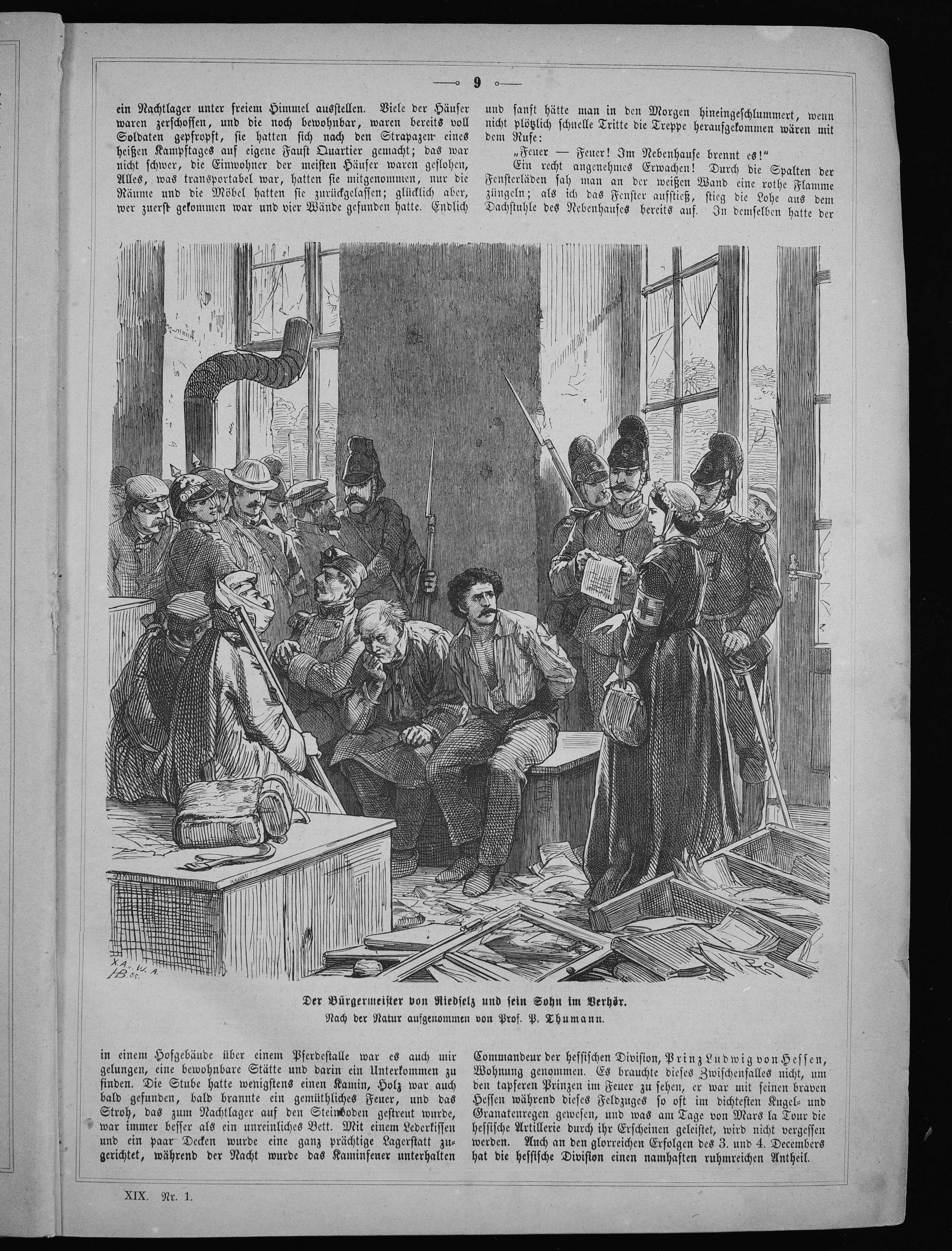
Arrestation du maire de Riedseltz et de son fils, Die Gartenlaube, 1871.

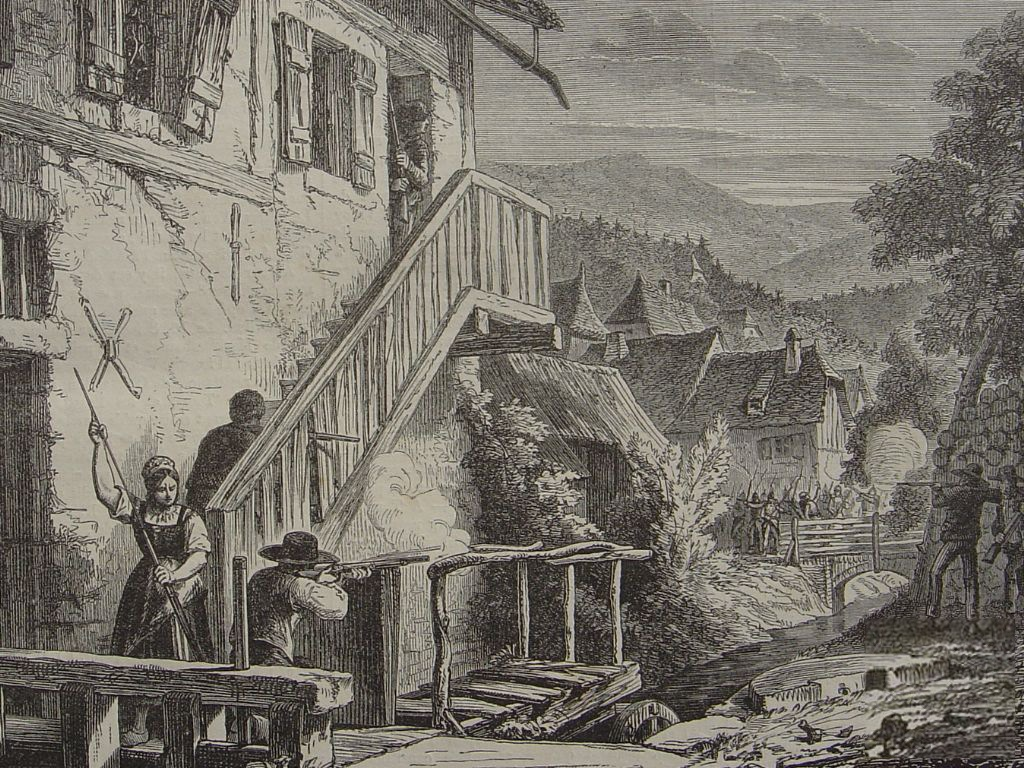
Francs-tireurs dans les Vosges, L'Illustration Européenne, 1870.

L'attitude générale de la population française était l'accablement et la résignation. De leur côté, les Allemands s'efforcent souvent à une attitude correcte.
Des faits dramatiques se sont cependant produits, les plus fréquents dans les zones de contacts mouvants entre les deux armées (le conflit de 1870 est une guerre de mouvements ou de siège mais n’a connu aucun front).
L’armée allemande a commis des exactions, incendies, pillages et exécutions dans la Somme, l’Yonne et la Côte-d’Or. Les villes de Châteaudun et de Châtillon-sur-Seine ont particulièrement souffert avec chacune un quartier pillé et incendié. La plupart de ces exactions l'ont été en représailles des actions de francs-tireurs ou de sabotages. Ainsi à Laon, l'explosion d'une poudrière de la Citadelle déclenchée par un artificier du génie causant plusieurs morts et blessés parmi lesquels le grand-duc de Mecklembourg, légèrement atteint, déclenche des représailles : pillages, incendies, exécutions et déportations.
Des corps francs ont monté des embuscades, et des commandos tels que « l’Avant-Garde de la délivrance » ont fait sauter des ponts. Ces opérations isolées n’étaient pas une résistance organisée constituant une menace réelle. Ces incidents ont cependant fait craindre une difficulté croissante du maintien de l’ordre, ce qui a amené Bismarck à ne pas prolonger l’occupation.